# Adoxomyia pleskei
Adoxomyia pleskei är en tvåvingeart som beskrevs av Lindner 1937. Adoxomyia pleskei ingår i släktet Adoxomyia och familjen vapenflugor.
Artens utbredningsområde är Kroatien. Inga underarter finns listade i Catalogue of Life.